# Zarzir
Zarzir (hebr. זרזיר; arab. زرزير; ang. Zarzir, a także Beit Zarzir) - samorząd lokalny położony w Dystrykcie Północnym, w Izraelu.

## Położenie
Miejscowość jest położona na wysokości od 140 do 220 metrów n.p.m. w północno-zachodnim skraju masywu górskiego Hare Nacerat (ok. 400 m n.p.m.), oddzielającego Dolinę Jezreel od Doliny Bejt Netofa w Dolnej Galilei, na północy Izraela. Osada rozciąga się na kilku wzgórzach, z których najwyższym jest Giwat Zarzir (190 m n.p.m.). Na południe od miejscowości strumień Szimron spływa do Doliny Jezreel, a na północy przepływa strumień Cippori. W jej otoczeniu znajdują się miejscowości Ka’abije-Tabbasz-Hajajre, Ilut i Ramat Jiszaj, moszaw Bet Lechem ha-Gelilit, kibuc ha-Solelim, wioski komunalne Allon ha-Galil, Szimszit, Giwat Ela i Timrat, oraz arabska wioska Manszija Zabda. Na południowy wschód od miejscowości jest baza wojskowa Ma’alul.
Zarzir jest położone w Poddystrykcie Jezreel, w Dystrykcie Północnym Izraela.

## Historia
Osada powstała w latach 70. XX wieku w wyniku planowej polityki izraelskich władz, które chciały zmusić koczownicze plemiona beduińskie do osiadłego stylu życia. W okolicy tej istniały tymczasowe obozowiska beduińskie Ghrifat (arab. غريفات), Ghazzalin (arab. الغزالين), Zarazir (arab. زرزير), Ajadat (arab. عيدات) i Mazarib (arab. مزارب). Układ osad odpowiadał rozkładowi plemiennemu klanów. Budowa stałych domów mieszkalnych i nakazy rządowe zmusiły Beduinów do zmiany stylu życia z koczowniczego na osiadły. Pierwotny plan zakładał znacznie większą integrację poszczególnych plemion. W 1996 roku utworzono tutaj samorząd lokalny Zarzir.

## Demografia

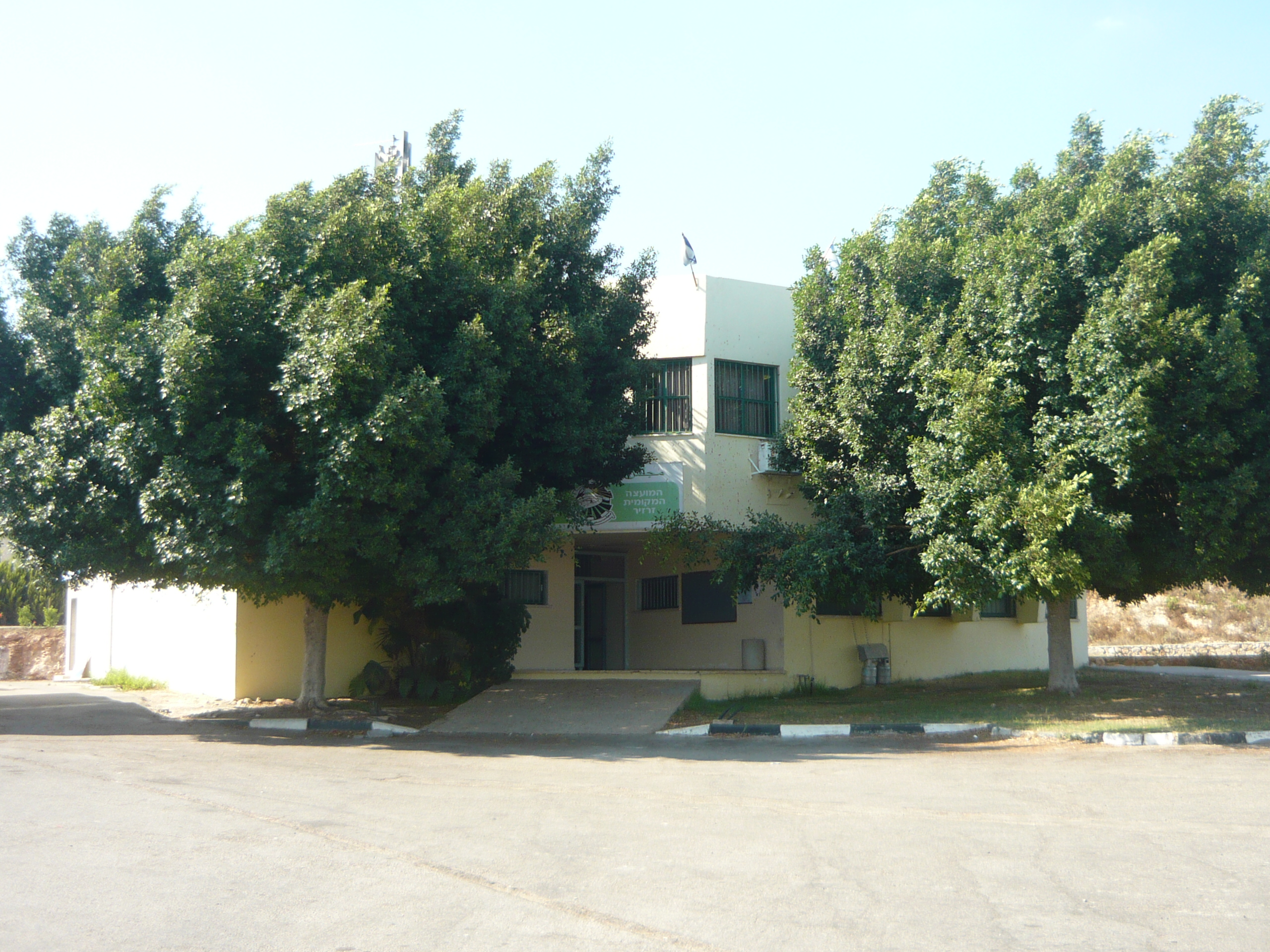
Siedziba władz samorządowych w Zarzir

Zgodnie z danymi Izraelskiego Centrum Danych Statystycznych w 2013 roku w Zarzir żyło ponad 7 tys. mieszkańców, w 100% Beduini muzułmanie. Jest to niewielkie miasteczko, którego populacja charakteryzuje się niewielkim, lecz stałym wzrostem liczebności. Według danych z 2011 roku przyrost naturalny w porównaniu do poprzedniego roku wyniósł 2,3%. W roku tym urodziło się 187 dzieci, a zmarło 177 osób (nie odnotowano żadnego zgony niemowląt). Według danych za 2011 rok liczba zatrudnionych pracowników wynosiła 2031, a liczba osób pracujących na własny rachunek wynosiła 90. Średnie miesięczne wynagrodzenie w 2011 roku wynosiło 4909 ILS (średnia krajowa 7964 ILS). Zasiłki dla bezrobotnych pobierały 43 osoby, w tym 29 mężczyzn (średni wiek: 39 lata). Świadczenia emerytalne oraz rentowe pobierało 240 osób, a zapomogi społeczne 466 osób.
| Wiek (w latach) | Procent populacji w % |
| --------------- | --------------------- |
| 0 – 4           | 12,4                  |
| 5 – 9           | 12,3                  |
| 10 – 14         | 11,9                  |
| 15 – 19         | 11,0                  |
| 20 – 29         | 17,0                  |
| 30 – 44         | 20,1                  |
| 45 – 59         | 10,4                  |
| 60 – 64         | 1,4                   |
| 65 –            | 3,5                   |

Źródło danych: Central Bureau of Statistics.

## Gospodarka
Lokalna gospodarka opiera się głównie na handlu i rzemiośle. Większość mieszkańców utrzymuje się z hodowli bydła i owiec. Część ludności pracuje w izraelskich siłach bezpieczeństwa (policji i armii).

## Transport
Przez miejscowość przechodzi droga nr 7626, którą wyjeżdża się na północny zachód na drogę ekspresową nr 77, lub na południe na skrzyżowanie drogi nr 75 i drogi nr 73. Lokalna droga prowadzi na wschód do wioski komunalnej Giwat Ela. W 2011 roku w miejscowości było zarejestrowanych 1707 pojazdów silnikowych, w tym 1392 samochodów osobowych (średnia wieku samochodów prywatnych wynosiła 11 lat). W roku tym w mieście doszło do 5 wypadków drogowych.

## Architektura
Pierwotnie było to kilka niewielkich obozowisk koczowniczych, które wraz ze wzrostem liczebności mieszkańców podjęły niewielką gospodarkę rolną. Kolejne domy mieszkalne budowano w sposób chaotyczny, bez zintegrowanej infrastruktury, która umożliwiałaby korzystanie z budynków publicznych i usług komunalnych. Trudny teren górski utrudnia budownictwo i spowalnia tworzenie infrastruktury.

## Edukacja
W miejscowości znajdują się trzy szkoły podstawowe (osobne dla odrębnych grup plemiennych) i jedna wspólna szkoła średnia. W 2011 roku w 70 klasach uczyło się 1,9 tys. uczniów. Średnia uczniów w klasie wynosiła 27.

## Religia
W Zarzir są trzy meczety (Grifat, Al-Nur i jeszcze jeden).